# Шушунов, Владимир Дмитриевич
Владимир Дмитриевич Шушунов (3 марта 1948, Ленинград — 27 февраля 2023) — советский, российский офицер, лётчик-испытатель; Герой России (1998).

## Биография
В 1967 году окончил Радиополитехникум в Ленинграде. В 1967—1971 годах учился в Качинском высшем военном авиационном училище лётчиков, по окончании которого (с отличием) служил там же лётчиком-инструктором.
В 1979 году окончил Центр подготовки лётчиков-испытателей в 8 ГНИИ ВВС им. Чкалова (Ахтубинск). С 1981 года — на лётно-испытательной работе в 8 ГНИИ ВВС им. Чкалова (Ахтубинск). Освоил и участвовал в испытаниях и доводке более 50 типов и модификаций самолётов, в том числе МиГ-29РБ, МиГ-31Б, МиГ-29СМ, Су-24М, Су-27. Выполнил 108 испытаний различных единиц техники, вооружения, систем управления, среди них:
- дозаправка самолётов истребительной и фронтовой авиации,
- дозаправка в воздухе в ночное время и в условиях экстремальных погодных условий.

В 1983 г. окончил вечернее отделение Московского авиационного института имени С.Орджоникидзе. В 1983—1998 гг. — начальник службы лётных испытаний ВВС, шефпилот — испытатель ВВС.
За мужество и героизм, проявленные при испытании новой авиационной техники, указом Президента Российской Федерации № 47 от 16 января 1998 года полковнику Шушунову Владимиру Дмитриевичу присвоено звание Героя Российской Федерации.
В 1998 г. уволен в запас. С 1999 г. продолжает лётно-испытательную работу в должности заместителя по лётным испытаниям Главного конструктора ФГУП «РСК „МиГ“».
Жил в Москве.
Скончался 27 февраля 2023 года в возрасте 74 года. Похоронен на Федеральном военном мемориальном кладбище (Московская область).

## Награды
- медаль «Золотая Звезда» Героя России (16 января 1998, № 431)
- орден «За службу Родине в Вооружённых Силах СССР» III и II степени[1]
- медали.